# Aletschhorn
Aletschhorn – szczyt w Alpach Berneńskich, części Alp Zachodnich. Leży w Szwajcarii, w kantonie Valais.
Jest to drugi co do wysokości szczyt w Alpach Berneńskich. Leży w rejonie Jungfrau-Aletsch-Bietschhorn, który został wpisany na Listę światowego dziedzictwa w 2001 r. Leży ok. 10 km na południe od Eigeru. Aletschhorn można zdobyć ze schronisk: Konkordiahütten (2850 m), Hollandiahütte (3235 m), Oberaletschhütte (2640 m), Mittelaletschbiwak (3013 m) oraz Mönchsjochhütte (3650 m). Szczyt otaczają lodowce: Aletschgletscher na północy, Oberaletschgletscher na południowym zachodzie oraz Mittelaletschgletscher na południu.
Pierwszego wejścia dokonali Johann Joseph Bennen, Peter Bohren, V. Tairraz i Francis Fox Tuckett 18 czerwca 1859 r.
Pierwszego polskiego wejścia dokonali Ludwik Chałubiński i Karol Potkański w 1884 lub 1885 r.